# Халиуллина, Анастасия Олеговна
Анастасия Олеговна Халиуллина (26 июня 1998, Саратов) — российская биатлонистка, призёр чемпионата России. Мастер спорта России (2016).

## Биография
Занимается биатлоном с 2006 года, воспитанница саратовской ДЮСШ № 3, тренируется под руководством своей матери — Екатерины Николаевны Халиуллиной. Выступает за Саратовскую область и параллельным зачётом за Мордовию.

### Юниорская карьера
Неоднократно становилась победительницей первенств России, отборочных соревнований, Спартакиад в младших возрастах. Участница зимних юношеских Олимпийских игр 2016 года, где заняла 12-е место в спринте, 31-е — в пасьюте и пятое — в смешанной эстафете.
Принимала участие в гонках юниорского Кубка IBU.
Чемпионка мира среди юниоров 2020 года в индивидуальной гонке и серебряный призёр в эстафете.

### Взрослая карьера
На чемпионате России 2018 года стала двукратным серебряным призёром в командной гонке и гонке патрулей в составе сборной Мордовии.